# Anderson Freire e Amigos
Anderson Freire e Amigos é o terceiro álbum de estúdio do cantor brasileiro Anderson Freire, lançado em abril de 2014 pela gravadora MK Music.
O disco reúne, além das canções já lançadas de Anderson Freire em dueto com outros cantores da MK (caso de Arianne, Bruna Karla, Banda Giom e Ariely Bonatti), duetos preparados especialmente para o CD com sucessos do cantor e músicas inéditas cantadas em dueto especialmente para o CD.
O álbum reúne Bruna Karla (com duas faixas), Fernanda Brum, Aline Barros, Marina de Oliveira, Ariely Bonatti, Gisele Nascimento, Arianne, Léa Mendonça e Banda Giom interpretando músicas do próprio Anderson (algumas compiladas, outras com novos áudios). Wilian Nascimento divide o vocal de "Promessa", composição de Marco Aurélio. Algumas canções ganharam novos arranjos. Outras dispensaram releitura. Ao todo, o álbum traz 11 faixas cantadas e quatro play-backs (instrumental).
Em 2014, o álbum foi indicado ao Grammy Latino de Melhor Álbum de Música Cristã (Língua Portuguesa).

## Faixas
| N.º            | Título                                     | Compositor(es)                                       | Duração |  |
| 1.             | "Promessa" (com Wilian Nascimento)         | Marco Aurélio                                        | 04:53   |  |
| 2.             | "Faz de Novo" (com Gisele Nascimento)      | Anderson Freire                                      | 05:32   |  |
| 3.             | "Avenida Santidade" (com Fernanda Brum)    | Anderson Freire                                      | 03:35   |  |
| 4.             | "O Retorno do Rei" (com Léa Mendonça)      | Anderson Freire e Anderson Fabrício                  | 04:38   |  |
| 5.             | "Coração Valente" (com Marina de Oliveira) | Anderson Freire                                      | 04:33   |  |
| 6.             | "Primeira Essência" (com Aline Barros)     | Anderson Freire                                      | 04:26   |  |
| 7.             | "Identidade" (com Bruna Karla)             | Anderson Freire, Dione Freire, Aretusa, André Freire | 04:26   |  |
| 8.             | "Aliança de Sangue" (com Arianne)          | Anderson Freire                                      | 05:02   |  |
| 9.             | "Um Novo Endereço" (com Ariely Bonatti)    | Anderson Freire e Dedé de Jesus                      | 05:33   |  |
| 10.            | "Conflitos" (com Banda Giom)               | Anderson Freire                                      | 03:57   |  |
| 11.            | "Te Amo" (com Bruna Karla)                 | Anderson Freire e Dedé de Jesus                      | 03:39   |  |
| Duração total: | Duração total:                             | Duração total:                                       | 69:18   |  |

## Clipes
| Música                             | Lançamento         |
| ---------------------------------- | ------------------ |
| Promessa (part. Wilian Nascimento) | 2 de julho de 2014 |